# Renate Pieper (Historikerin)
Renate Pieper (* 21. Dezember 1956 in Geseke) ist eine deutsche Historikerin.

## Leben
Von 1978 bis 1984 studierte sie mittelalterliche und neuere Geschichte, Spanisch und Wirtschaftswissenschaft an den Universitäten Köln und Sevilla. 1983 erwarb sie den Magister in Geschichte und Spanisch in Köln und 1984 das Diplom in Wirtschaftswissenschaft in Köln. Nach der Promotion 1987 in Köln und der Habilitation 1994 für Neuere Geschichte, Spanische und Lateinamerikanische Geschichte an der Universität Hamburg lehrte sie von 1994 bis 1997 als Privatdozentin für Neuere Geschichte mit besonderer Berücksichtigung der Iberischen und Lateinamerikanischen Geschichte. Seit 1998 lehrt sie als ordentliche Professorin für Wirtschafts- und Sozialgeschichte an der Universität Graz.
Ihre Forschungsbereiche sind Wirtschafts- und Kulturgeschichte der Frühen Neuzeit, Spanisches Reich und seine europäischen Verbindungen, insbesondere: Kulturaustausch, Kommunikationsmedien und Netzwerke, Bergbau, Preise und Staatsfinanzen.
2010 wurde sie zum ordentlichen Mitglied der Academia Europaea gewählt.

## Schriften
- Die Vermittlung einer neuen Welt. Amerika im Nachrichtennetz des habsburgischen Imperiums 1493–1598. Von Zabern, Mainz 2000.
- Die spanischen Kronfinanzen in der zweiten Hälfte des 18. Jahrhunderts (1753–1788). Ökonomische und soziale Auswirkungen. Steiner, Stuttgart 1988.
- Die Preisrevolution in Spanien (1500–1640). Neuere Forschungsergebnisse. Steiner, Stuttgart 1985.